# 36472 Ebina
36472 Ebina è un asteroide della fascia principale. Scoperto nel 2000, presenta un'orbita caratterizzata da un semiasse maggiore pari a 2,2811544 UA e da un'eccentricità di 0,1683959, inclinata di 4,61030° rispetto all'eclittica.